# 华德福教育

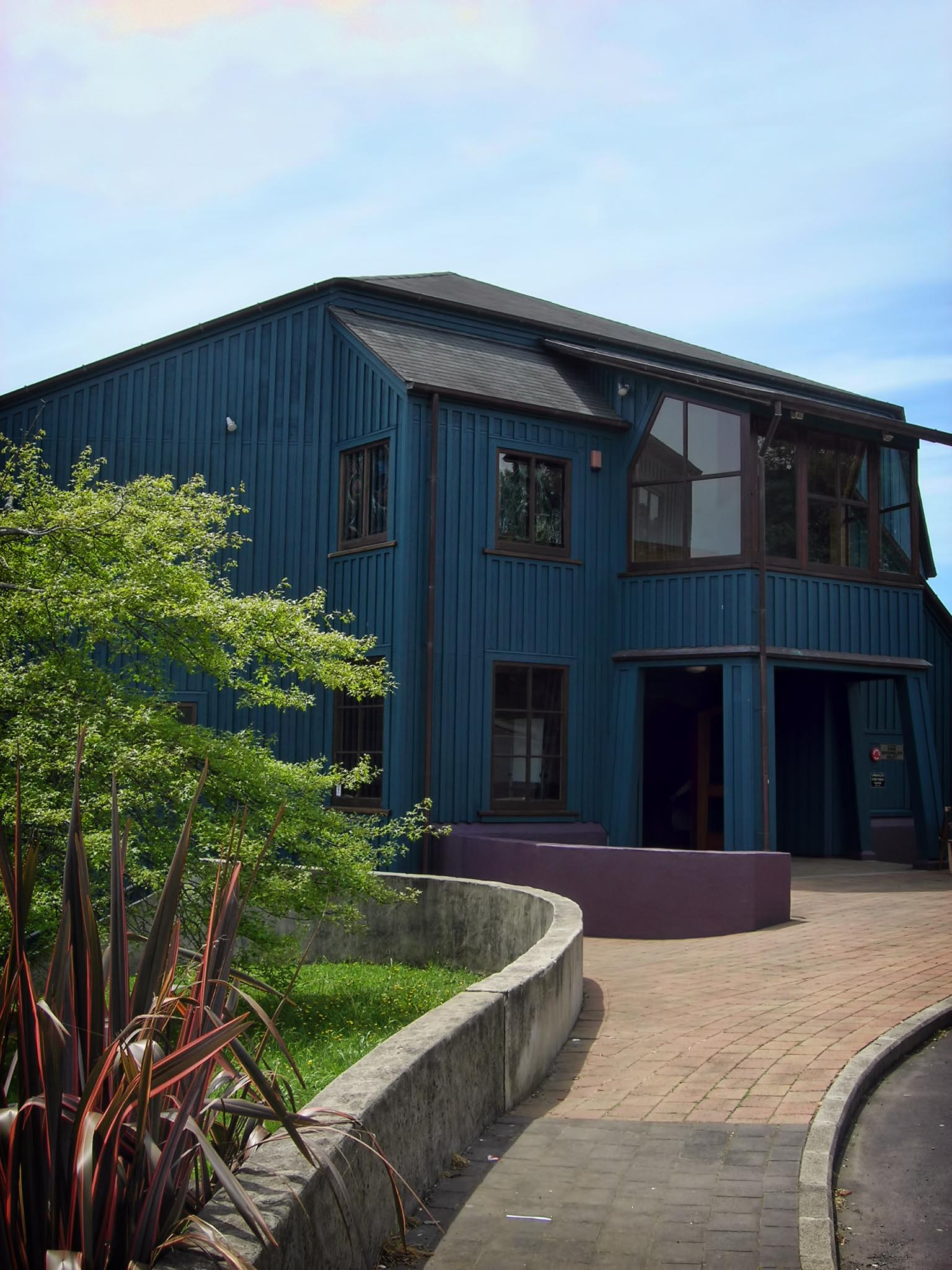
位于 奧克蘭都會區的Michael Park Rudolf Steiner 学校

华德福（Waldorf）（也因创始人姓氏称“史代纳教育”）是基于人智学的一種教育哲学理念，由奥地利神秘學家魯道夫·斯坦納所創立。該教育法聲稱人性化，並以自然教育和藝術教育為主，重點培養想象力和創造力。教師在教學方法、管理手段，以至課程內容安排都擁有高度的自主權。华德福教师對学生成绩使用定性研究（形成性评价）而不是定量研究（总结性评价）的方式来评估。標準化考試則僅限於能通過第三期教育入學考試的水平。
第一所华德福学校创立于1919年，是位于德国司徒加特的华德福阿斯托里亚卷烟厂为员工子弟建立的一所学校。2017年，全球75个国家建立了1139所独立的、1857所幼儿园 、530所特殊教育中心 。同时还有很多基于华德福教育理念的公立学校、特许学校和在家教育。
华德福教学法将儿童的成长分成三个阶段，每个阶段大约7年。早期教育注重于实践和手工活动并提供利于创新性玩耍的环境。在小学，重点是发展小学生的艺术才能和社会技能，培育创新和分析理解能力。中学注重于发展批判性思维和培育理想。这种教育模式始终强调想象力在学习过程中的重要性，并且将价值观融合在学术、实践和艺术追求中。
华德福教育哲学的首要目标是给青少年提供其发展自由精神、道德责任和具备高级社交能力的个人综合素质所需要的基础。
华德福教育是全球最大的另类教育运动。在华德福学校大量存在的中欧地区，华德福课程已经是一种被广泛接受的另类教育法。华德福教育还在欧洲影响着主流教育，在欧洲国家有大量的华德福学校和教师培训项目。
因爲人智學的種族主義和對超自然的迷信，使华德福学校存在争议。批評者還質疑人智學理論和心灵内容在课程大綱中的地位，以及所謂科学课程中有些内容是否是伪科学或者是在推广顺势疗法（使用高度稀釋的藥物）。同時，因爲華德福學校對疫苗有效性持懷疑的立場，導致該類學校經常爆發傳染性疾病。

## 兴起和历史

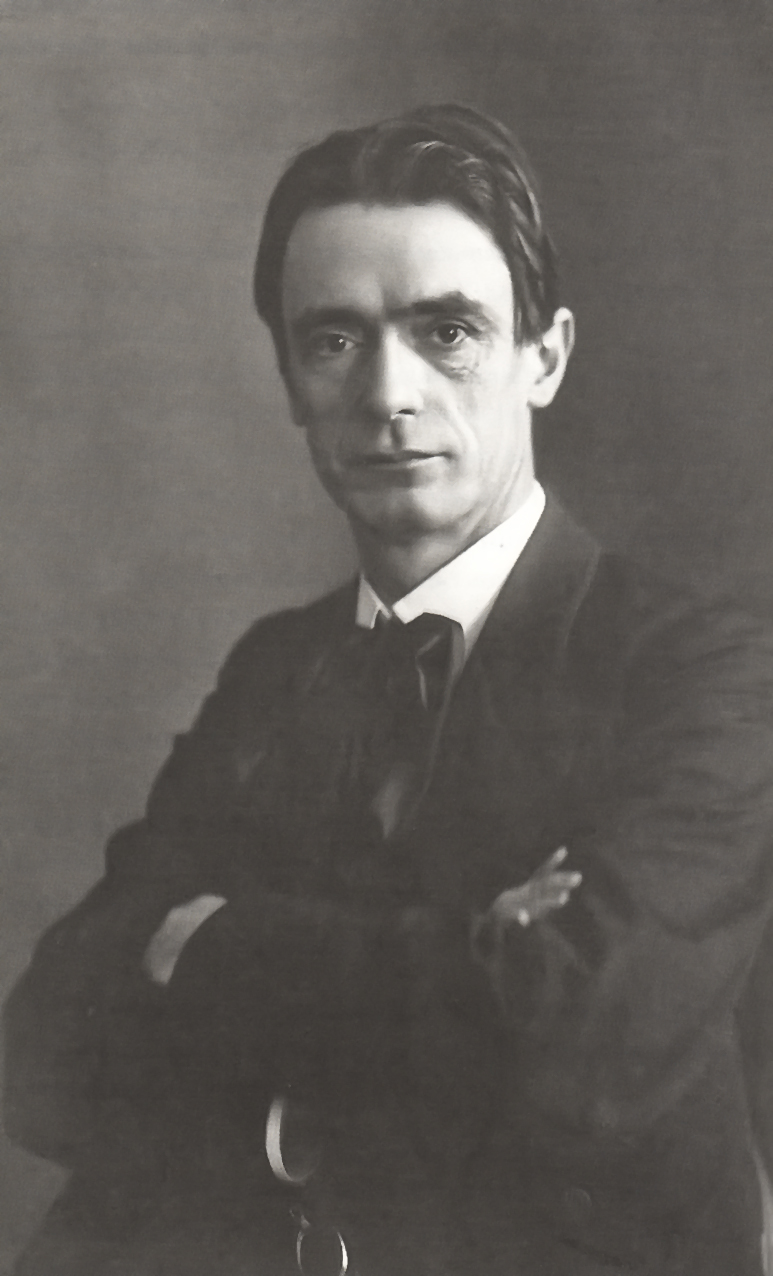
鲁道夫·史代纳, 人智学创始人

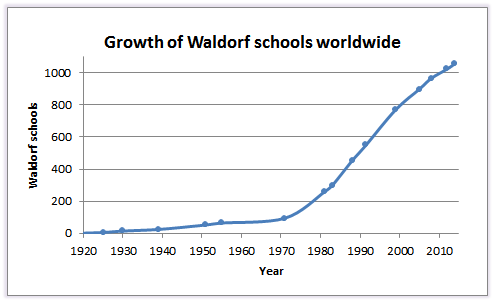
全球华德福学校数量在1919～2012年增长情况

华德福教育的创始人是鲁道夫·斯坦纳，曾经做过家庭教师和柏林职业技术学校的讲师。他在公开演讲中阐述了自己的教育观念，并总结提炼后在1907年在《儿童教育》上发表了一篇文章，第一次提出了儿童成长三个阶段的概念。他的这种教育理念深受在19世纪末的主流教育理念赫尔巴特教育法的影响。
第一所基于这种理念的学校在1919年成立，是由德国企业家，时任斯图加特华德福-阿斯多里亚卷烟厂经理依米尔·默特为他工厂的职工子弟而建立的。这是华德福学校名称的来历，现在作为推广这种教育方式团体的名称和标志。这所学校很快吸引了非华德福卷烟厂职工子弟前来就学 ，而使其快速发展。它也是德国第一所综合学校，接纳所有适龄儿童。为了适应当时德国的教育法规，让学校能够很快被大众所接受，早期的华德福学校偏离了斯坦纳的教学思想，但是却实现他的一个目标：让学生能够在华德福教育和传统学校教育中能够快速和自由转换。华德福学校一直都是男女同校的学校。
华德福学校开始在其他地方建立起来：汉堡、海牙、巴塞尔。在1922年斯坦纳在英国牛津大学做了一场关于教育的演讲后，华德福教育开始在英国传播。英国第一所华德福学校建立于1925年，现在叫做迈克尔·霍尔学校；美国的第一所华德福学校建立于1928年，叫做纽约华德福-史代纳学校。在1930年代，大量受到华德福学校启发或者是参照华德福教育理念的学校在德国、瑞士、新西兰、挪威、奥地利、匈牙利、美国、英国建立起来。虽然在二战期间，因和纳粹政治冲突而导致欧洲大量的华德福学校被关闭，但是英国的学校和少数荷兰的学校没有受到影响，被关闭的学校也在二战后重开。1970年代到1980年代华德福学校在世界上快速发展，仅仅在北美，1967-68年只有9所华德福学校在美国和1所在加拿大，发展到今天有兩百多所在美国和二十多所在加拿大 现有33所在英国和4所在爱尔兰
在苏联解体后，华德福学校开始在中东欧不断发展，最近几年，许多华德福学校在亚洲建立起来，尤其是在中国。  全球现有一千多所独立的华德福学校。
华德福学校在世界分布情况
| 洲     | 学校数量 | 国家数 |
| ------ | -------- | ------ |
| 非洲   | 22       | 5      |
| 亚洲   | 61       | 13     |
| 欧洲   | 734      | 40     |
| 北美洲 | 190      | 2      |
| 大洋洲 | 60       | 3      |
| 南美洲 | 58       | 6      |
| 中美洲 | 15       | 6      |
| 總數   | 1139     | 75     |

## 外部連結
- Online Waldorf Library（页面存档备份，存于）
- Education Section at the Rudolf Steiner Archive, An Online Library

Regional associations of schools 
- Association of Waldorf Schools of North America（页面存档备份，存于）
- Steiner Waldorf Schools Fellowship (UK)（页面存档备份，存于）
- Steiner Education Australia（页面存档备份，存于）